# M-1고지 전투
M-1고지 전투는 휴전 1개월 앞두고, 중동부전선의 선우고지(938고지)와 크리스마스고지를 방어하고 있던 국군 제20사단이 크리스마스고지 우측의 전초진지(M-1고지)로 공격을 해온 중공군 제33사단의 22번 공격으로 16번 이 고지를 빼앗기고 국군 제20사단의 18번의 공격으로 고지를 점령한 전투이다.

## 중공군의 공격
공산군은 서부지역에서 1953년 3월부터 실시한 전초전을 토대로 5월 5일을 기하여 전 전선에 공격을 명했다. 5월 13일~5월 26일에 실시한 제1차 공세는 대부분 중대급 이하의 공격으로 전초기지를 탈취하고, 5월 27일~6월 23일의 제2차 공세는 주로 국군의 주 전초진지와 일부 방어 거점을 탈취할 목적으로 대대급 이상의 공격을 실시 했다.

## 고지쟁탈전

### M-1고지 1차 퇴각
6월 10일 21시, 국군 제5사단 우측의 방어를 맡은 국군 제20사단은 공격준비사격에 이어 중공군의 공격을 받게 되었다. 중공군이 점령하고 있던 어은산 남쪽 1,090고지 동남쪽 M-1고지를 지키고 있던 제61연대 제6중대는 약 1개 대대의 중공군의 공격으로 고지 정상의 주진지(M-1고지의 '나'고지)를 포기하고 서쪽 제1소대의 진지로 퇴각할 수 밖에 없었다.

이에 따라 제2대대는 23시에 수색중대를 주저항선에 추진시켜 제5중대의 진지를 인수받게 하고 제5중대는 M-1고지를 탈환하도록 했다.

### 국군 1차 공격 및 실패
6월 11일 06시, 제5중대가 제6중대 제1소대의 동쪽 후사면에 도착하여 역습을 실시하였으나 고지를 탈취당한지 약 8시간이 지났고, 적이 고지 주변에 지형을 파악하고 화기배치를 완료되는 등 역습시기가 너무 늦었으며, 적이 수류탄과 직사화기로 격렬히 저항하여 고지를 탈환하지 못했다.

이어 연대장은 연대 예비인 제1대대를 투입하여 고지 탈환하기로 결심하고 명령을 내렸다.

### 국군 2차 공격, 고지 탈환 및 피탈
다음날인 6월 12일 새벽 03시, 제1대대의 제2, 3중대가 역습을 실시하였다. 하지만 비가 내려서 기동이 어려웠고 야간인데 안개와 포연으로 작전은 더욱 어려운 상태였다. 그리하여 공격부대는 CAR소총에다 각각 20발의 수류탄을 휴대했다.

그렇지만, 고지를 점령하고 있던 중공군은 만만치 않았다. 고지 정상을 공격한 제3중대는 중공군의 공격으로 많은 희생자가 발생하면서 돌파가 순조롭게 이루지 못했다. 이러한 상황에서 한용택(韓龍澤) 일병이 수류탄 집중투척으로 적군의 방어진지를 뚫고 고지를 다시 탈환하는데 성공했다.

하지만 13시경에 중공군의 포격에 1개 중대규모의 역습으로 고지를 피탈 당했다.

### 국군의 연속 공격 및 중공군의 역습
이어 6월 13일 03시, 제1중대가 다시 고지를 공격하여 고지를 다시 탈취하였지만, 그 후 중공군의 역습으로 고지가 다시 빼앗겼다. 제1중대는 군단 및 사단의 지원사격을 동원하여 재역습해서 고지를 다시 점령하는데 성공했다. 하지만, 중대는 북사면에 매복 중이던 중공군과 백병전이 벌어져, 이 과정에서 중대장이 중상을 입어 고지를 다시 적에게 빼앗겼다.

제1, 3중대가 반복적인 역습에도 고지를 계속 적에게 탈취당하는 일이 반복되자 제1대대장 조재준 중령이 직접 제2중대를 이끌고 역습을 14:30에 시작했다. 30분간의 포병지원사격을 퍼부으면서 돌격을 감행하여, 고지를 탈환하는 성공을 했다.

그러나 다음날인 6월 14일, 01시부터 계속된 중공군의 포격과 파상공격으로 고지를 다시 적군 손아귀에 들어갔다. 곧바로, 일출 무렵 지원된 사단수색중대를 동원하여 역습을 실시하여 고지를 탈환하는 과정이 계속되었지만 중공군의 강력한 포격에 이은 공격으로 결국에 6월 15일 00시, 적에게 고지를 다시 내주어야 했다.

그 이후로 6월 20일까지 사이에 국군 제20사단 제60, 62연대는 1,090고지와 938고지 일대를 적에게 뺏고 뺏기는 치열한 격전이 반복적으로 일어났다. 공산군에게 이 고지를 빼앗기면 공산군의 휴전선 확장함으로써 국군 제20사단장과 미군 제10군단장은 M-1고지 사수를 다짐했다. 사단장은 제61연대가 10일간의 혈전으로 거의 전투력을 상실해서 제60연대로 교체했다. 이에 제60연대 제1대대가 주진지 및 M-1고지를 맡았다.

6월 21일, 중공군의 제파식(단순히 병사를 나누어 계속 공격하게 하는 방식) 공격이 계속되어 고지를 상실하였다가 국군은 제10중대 병력을 투입하여 제11중대와 합동으로 공격하여 고지를 탈환하고, 피탈당하고 재탈환하는 과정을 반복되어 10시간 동안 고지의 주인이 세 번이나 바뀌었다.

6월 22일, 제60연대가 제61연대의 주진지와 M-1고지 인수를 완료하고 원활한 항공지원과 포병의 화력지원으로 중공군의 공격도 중단되었다. 이리하여 M-1고지에서 6월 10일 이후 국군 제20사단 제61연대 3개 대대가 모두 투입되어 18번의 공격으로 16번 고지를 탈취하고 22번의 적의 역습으로 16번이나 고지를 피탈당하는 반복적인 쟁탈전이 종료되었다.

## 국군 제20사단의 활약
국군 제20사단은 1953년 2월 9일에 창설된 사단으로 병력 대부분은 신병이었다. 그럼에도 불구하고 지휘관의 솔선수범과 진두지휘를 바탕으로 중공군 제33사단의 2개 연대 이상의 병력을 상실케 하였으며 사단 좌측 국군 제5사단이 새로운 방어선을 점령하는데 결정적으로 기여하였다. 지금은 제20기계화보병사단으로 개편되어 있다.

## 같이 보기
- 대한민국 20기계화보병사단

## 참고 자료
- 온창일 외, <<6.25전쟁 60대 전투>>, 황금알 2010, p.300~302